# Romana Hamzová
Romana Hamzová (Přerov, 17 agosto 1970) è un'ex cestista ceca, professionista nella WNBA.

## Carriera
È stata selezionata dalle Orlando Miracle al quarto giro del Draft WNBA 2000 (52ª scelta assoluta).
Con la Rep. Ceca ha disputato i Giochi olimpici di Atene 2004 e tre edizioni dei Campionati europei (1997, 1999, 2003).